# Guilherme Almeida
Guilherme Almeida Augusto (29 de enero de 1993) es un futbolista brasileño que se desempeña como defensa.
En 2013, Guilherme se unió al Avaí. Después de eso, jugó en el Tokyo Verdy, Portuguesa, CRAC y São Paulo.

## Trayectoria

### Clubes
| Club        | País   | Año         |
| ----------- | ------ | ----------- |
| Avaí        | Brasil | 2013 - 2014 |
| Tokyo Verdy | Japón  | 2014        |
| Portuguesa  | Brasil | 2015 - 2016 |
| CRAC        | Brasil | 2017        |
| São Paulo   | Brasil | 2018 -      |